# Galomecalpa megaloplaca
Galomecalpa megaloplaca är en fjärilsart som beskrevs av Edward Meyrick 1932. Galomecalpa megaloplaca ingår i släktet Galomecalpa och familjen vecklare. Inga underarter finns listade i Catalogue of Life.